# Гхазипур (округ)
Гхазипур (англ. Ghazipur) — округ в индийском штате Уттар-Прадеш. Административный центр — город Гхазипур. Площадь округа — 3377 км². По данным всеиндийской переписи 2001 года население округа составляло 3 037 582 человека. Уровень грамотности взрослого населения составлял 59,55 %, что соответствовало среднеиндийскому уровню (59,5 %).